# Agrothereutes adustus
Agrothereutes adustus là một loài tò vò trong họ Ichneumonidae.